# Aeacides của Ipiros

Nước Epiros cổ xưa

Aeacides (tiếng Hy Lạp: Aἰακίδης; mất năm 313 trước Công Nguyên), là vua xứ Ipiros thời Hy Lạp cổ, cai trị lần đầu từ năm 331 đến năm 316 trước Công nguyên, lần 2 vào năm 313 trước Công Nguyên. Aeacides là con trai của Arymbas và cháu nội của Alcetas I. Ông đã xưng vương sau khi anh họ là Alexandros I bị sát hại tại Ý. Aeacides kết hôn với Phthia - con gái của vua Menon IV xứ Pharsalus; bà này đã sinh cho ông một con trai là Pyrros cùng hai người con gái kà Deidamia và Troias. Vào năm 317 trước Công Nguyên, ông hỗ trợ Polyperchon trong việc khôi phục vương vị cho người chị họ Olympias và ấu chúa 5 tuổi Alexandros IV (mẹ và con trai của Alexandros "Đại đế"), ở xứ Macedonia. Đến năm 317 trước Công nguyên, khi Olympias gặp phải sự chống phá kịch liệt từ tướng Kassandros, Aeacides quyết định đem quân đến giúp Olympias. Do bất mãn với quyết định này, dân Ipiros đã nổi dậy chống lại Aeacides và trục xuất ông khỏi vương quốc. Pyrros, khi đó chỉ có 2 tuổi, đã được các cận thần của Aeacides bảo vệ an toàn. Nhưng sau khi mệt mỏi với những luật lệ hà khắc của xứ Macedonia, người Ipiros lại tôn Aeacides làm thủ lĩnh trong năm 313 trước Công nguyên; Kassandros ngay lập tức cử em mình là Philippos đem quân tấn công Ipiros. Philippos đã đánh bại quân của Aeacides trong 2 trận đánh cùng năm đó; và trong trận thứ 2 Aeacides đã thiệt mạng.
Con trai của Aeacides là Pyrros sau này đã kế ngôi và trở thành một trong những thủ lĩnh quân sự tài ba nhất của phương Tây cổ đại.